# Hanne Hedelund
Hanne Hedelund Nielsen (* 20. Juni 1957 in Padborg) ist eine dänische Schauspielerin.

## Leben
Hanne Hedelund wuchs in der süddänischen Kleinstadt Padborg auf.
Sie absolvierte ihre Schauspielausbildung von 1984 bis 1987 an der Schauspielschule des Odense Teater, wo sie auch ihr Bühnendebüt hatte und dort anschließend bis zum Jahr 2000 als festes Ensemblemitglied engagiert war. Als Bühnendarstellerin wirkte sie in zahlreichen Theaterstücken wie beispielsweise in Hamlet, Peer Gynt oder in Oliver Twist, aber auch in Musicals, Varieté-Shows und in Operetten wie Ivanhoé mit, so unter anderem auch am Aarhus Teater oder am Folketeatret. Seit dem Jahr 1996 hat Hedelund als Schauspielerin vor der Kamera in bislang mehr als 20 Film-und-Fernsehproduktionen mitgewirkt. Hedelund ist auch als Synchronsprecherin für Zeichentrickfilme aktiv.
Hedelund wurde für ihr filmisches Schaffen jeweils einmal mit dem Bodil und mit dem Robert als Beste Nebendarstellerin ausgezeichnet.

## Filmografie (Auswahl)
- 1996–1997: Bryggeren (Fernsehserie)
- 1998: Forbudt for born
- 2002: Unit One – Die Spezialisten (Fernsehserie, 1 Folge)
- 2004: Der Adler – Die Spur des Verbrechens (Fernsehserie, 1 Folge)
- 2006: Die Kunst im Chor zu weinen
- 2008: Anna Pihl – Auf Streife in Kopenhagen (Fernsehserie, 1 Folge)
- 2009: Kommissarin Lund – Das Verbrechen (Fernsehserie, 2 Folgen)
- 2009: Bruderschaft
- 2011: Borgen – Gefährliche Seilschaften (Fernsehserie, 5 Folgen)
- 2012: Lykke (Fernsehserie, 2 Folgen)
- 2013: Dicte (Fernsehserie, 1 Folge)
- 2015: The Idealist – Geheimakte Grönland
- 2018: Ditte & Louise
- 2019: Darkness – Schatten der Vergangenheit (Fernsehserie, 2 Folgen)
- 2020: Wenn die Stille einkehrt (Fernsehserie, 1 Folge)
- 2020: Equinox (6-teilige Miniserie)
- 2023: Oxen (Fernsehserie, 6 Folgen)